# Agatonas Jakowidis
Agatonas Jakowidis (gr. Αγάθωνας Ιακωβίδης; ur. 2 stycznia 1955 w Langadas, zm. 5 sierpnia 2020 w Salonikach) – grecki wokalista muzyki folkowej i rebetiko, reprezentant Grecji podczas 58. Konkursu Piosenki Eurowizji w 2013 roku z zespołem Koza Mostra.

## Życiorys

### Kariera muzyczna

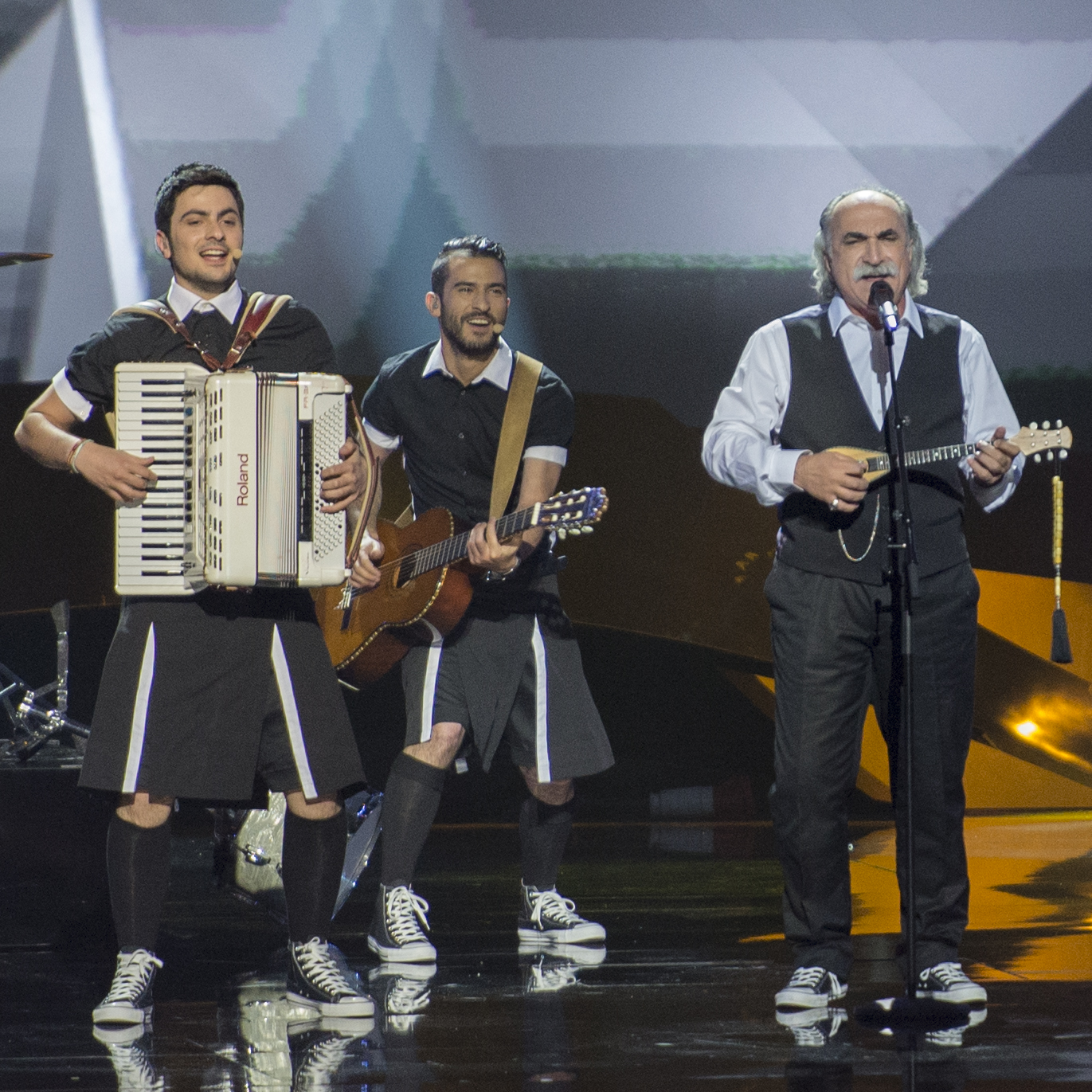
Agatonas Jakowidis podczas występu na 58. Konkursie Piosenki Eurowizji w 2013 roku

Jakowidis zainteresował się muzyką w 1973 roku, kiedy to zaczął samodzielnie uczyć się gry na instrumentach strunowych używanych podczas grania muzyki rebetiko: na gitarze, bağlamie, ud, buzuki, dzurze, mandolinie i mandoli. Profesjonalne początki kariery muzycznej Jakowidisa rozpoczęły się w Salonikach, gdzie pobierał lekcje gry. To właśnie tam utwierdził się w przekonaniu, że rebetiko to muzyka, którą powinien tworzyć. Z tego też powodu posiadał ogromną kolekcję nagrań gramofonowych z muzyką tego gatunku.
W 1978 roku dołączył do zespołu Rebetiko Singrotima Tesalonikis, z którym nagrał dwa albumy i rozpoczął trasę koncertową po Grecji. Trzy lata później wyprowadził się do Aten, gdzie nawiązał współpracę z takimi muzykami, jak Kostas Papadopulos, Jorgos Koros, Wasilis Sukas, Lazarus Kulaksizis, Nikos Filipidis i Nikos Chadzopulos.
Do śmierci grał wiele koncertów w kraju, w większości krajów Europy, w USA i Australii.
Na początku lutego 2013 roku dwóch greckich nadawców: publiczna telewizja Ellinikí Radiofonía Tileórasi (ERT) oraz kanał MAD TV, opublikowało cztery utwory rywalizujące o możliwość reprezentowania Grecji podczas 58. Konkursu Piosenki Eurowizji. Wśród nich znalazła się propozycja „Alcohol Is Free” nagrana przez Jakowidisa i zespół Koza Mostra, osadzona w klimacie bałkańskim, z wyraźnym zaakcentowaniem charakterystycznych dla regionu instrumentów. 18 lutego odbył się koncert finałowy, podczas którego artyści zdobyli największe poparcie telewidzów (36%) oraz komisji jurorskiej, dzięki czemu wygrali konkurs.
Jakowidis wystąpił z formacją z dziewiątym numerem startowym podczas drugiego finału Konkursu Piosenki Eurowizji, organizowanego w Malmö. Awansował do finału na drugim miejscu, by ostatecznie zakończył udział na 6. miejscu klasyfikacji finałowej, po zdobyciu 152 punktów.

### Śmierć
Zmarł 5 sierpnia 2020 w Salonikach w wieku 65 lat na zawał mięśnia sercowego.

## Życie prywatne
W 1987 roku poślubił Erifili Chondolidu. Para doczekała się syna Nikosa, który uczestniczył w wielu koncertach ojca, grając na oud.

## Dyskografia

### Albumy
- 1982: Rembetiko Singrotima Tesalonikis
- 1982: Rembetiko Singrotima Tesalonikis (No. 1 – 2)
- 1983: Rembetiko Singrotima Tesalonikis No 2)
- 1985: Kate wradaki mia fotia
- 1989: Me stocho tin kardula su
- 1994: Ta belenderia
- 1996: Tu teke kie tis tawernas
- 1998: Tin ida apopse laika
- 1999: Rembetika dueta: Goles-Agatonas, 18 spania rembetika
- 2002: Dimodi Asmata
- 2007: Portreta
- 2009: O Agatonas zondana sti stoa ton atanaton
- 2012: Tis kardias to tik – tak